# Rafi ibn al-Laíz
Rafi ibn al-Laíz ibn Nasr ibn Sayar fue un noble árabe jorasaní que encabezó una gran rebelión contra el Califato abasí entre 806 y 809.
Era nieto del último gobernador omeya de Jorasán, Nasr ibn Sayyar. Su padre, Laíz, era probablemente el maula del príncipe de los creyentes a quien el califa al-Mansur había enviado en calidad de emisario al señor turco de Ferganá. Según al-Baladhuri, Rafi fue jefe de la guarnición de Samarcanda.
En el 796, el califa Harún al-Rashid nombró gobernador de Jorasán a un destacado miembro de los grupos abasíes más poderosos, Alí ibn Isa ibn Mahan. La explotación cruel a la que Alí sometió a la provincia y sus opresivas medidas fiscales originaron mucho resentimiento entre los notables regionales y levantamientos jariyíes. Sin embargo, como Alí enviaba abundantes tributos a Bagdad, Harún al-Rashid lo mantuvo en el puesto. Como consecuencia de la situación, cuando Rafi se rebeló en Samarcanda en el 806, su alzamiento se extendió velozmente por el Jorasán, y a él se unieron tanto árabes como persas. Rafi se granjeó también el apoyo de los turcos oguz y carlucos.
Harún al-Rashid destituyó a Alí y lo sustituyó por Harthama ibn Un'yan, y en 808 partió en persona al este a lidiar con el levantamiento, pero falleció por el camino, en  Tus, en marzo del 809. Tras la muerte del califa, Rafi decidió entregarse al hijo del difunto y nuevo gobernador de Jorasán, al-Mamún. Este lo perdonó, pero no se vuelve a saber nada de él en las fuentes.